# Alfred Hartmann
Karl Alfred Emanuel Hartmann, född den 1 januari 1814, död den 10 december 1897 i Solothurn, var en schweizisk författare på tyska.
Hartmann skildrade uteslutande sitt hemlands människor och förhållanden; romanen Meister Putsch und seine gesällen (1858) och några novellsamlingar är mest bekanta. 
Hartmann skrev vidare biografier över tecknaren Disteli (1861), kanslern Hory (1876) med flera.